# 母系制度
母系社會（英語：Matrilineality）是以母系親屬為世系继承的親屬制度。

## 型態
採取母系制度的社會通常有母系繼承制、從妻居、從母居等。在母系社會中，家族的子嗣主要繼承母系的姓氏、財產，並共同祭祀母系的祖先。

## 母系社會與母權制度
必須注意的是，母權制度與母系社會並不相同。母權制度（英語：matriarchal society）指女性在家庭和公共權力中都佔據主導地位的社會。母系制度（英語：matrilineal society）係指涉子嗣對母方家族的嚴格繼承，與父系制度相對。

## 現代社會
在近现代部落民族中，仍有少数維持完全的母系社會，如雲貴高原的摩梭人、北美的易洛魁部落和霍皮族、臺灣阿美族等。而最大的母系社會在印尼的西蘇門塔臘的米南卡保族。

## 相關研究
在19世纪中期，一些人类学家（例如巴霍芬、恩格斯）发表著作，认为人类社会经过了一段由女性主導家庭和社会的母系制度时期。恩格斯同时提出人类社会早期存在着多为母系制度的原始共产主义。19世纪末和20世纪初，人類學之父马林诺夫斯基帶領一批人类学家经过深入、仔细的田野考察後，認為并不存在真正意义上的母系部落，他們認為在这些原始野蠻的狩猎-采集部落里，女性的权力并不比男性大，甚至要低于男性。西方世界在由基督文化為基礎的宗教傳播实践下，母系社會的記載及原始神话、文化逐漸在歷史中消逝；現存神話當中的女神多降格為男神之妻，或逐漸被帶有負面含義的傳說及形象所取代。
北京大学与山东省文物考古研究院基于高分辨率古DNA亲缘关系鉴定技术，实证确认了4750年前大汶口文化两个母系氏族构成的村落组织，相关论文于2025年6月4日发表于《自然》。基于古DNA鸟枪法测序以及捕获富集技术，研究团队在山东傅家遗址的墓葬群成功获取了60个个体的全基因组数据。遗传学分析表明，墓葬分区与母系遗传特征呈现出显著的对应关系。